# تياغو سبليتر
تياغو سبليتر (بالبرتغالية: Tiago Splitter‏) مواليد 1 يناير 1985، هو لاعب كرة سلة برازيلي يلعب مع فريق سان أنطونيو سبرز في الرابطة الوطنية لكرة السلة ويحمل الرقم 22. يبلغ طوله 6 قدم 11 بوصة (2.1 م).

## فرق لعب لها
- سان أنطونيو سبرز

## الميداليات
| الميدالية | المسابقة                             |
| --------- | ------------------------------------ |
| ذهبية     | بطولة أمم الأمريكتين لكرة السلة 2005 |
| ذهبية     | بطولة أمم الأمريكتين لكرة السلة 2009 |
| فضية      | بطولة أمم الأمريكتين لكرة السلة 2011 |

## روابط خارجية
- تياغو سبليتر على موقع الاتحاد الدولي لكرة السلة (الإنجليزية)
- تياغو سبليتر على موقع الدوري الأوروبي لكرة السلة (الإنجليزية)
- تياغو سبليتر على موقع إن بي أي (الإنجليزية)
- تياغو سبليتر على موقع سبورتس رفرنس (الإنجليزية)
- تياغو سبليتر على موقع الدوري الإسباني لكرة السلة (الإسبانية)
- تياغو سبليتر على موقع كرة السلة الأوروبية.كوم (الإنجليزية)
- تياغو سبليتر على موقع DraftExpress.com (الإنجليزية)
- تياغو سبليتر على موقع إي إس بي إن.كوم (الإنجليزية)
- تياغو سبليتر على موقع ريلجم (الإنجليزية)
- تياغو سبليتر على موقع بروبوليرز (الإنجليزية)